# Aphis berberidorum
Aphis berberidorum är en insektsart. Aphis berberidorum ingår i släktet Aphis och familjen långrörsbladlöss. Inga underarter finns listade i Catalogue of Life.